# George McKenzie
George McKenzie (22. september 1900 - 5. april 1941) var en skotsk bokser som ved OL 1920 i Antwerpen vandt bronze i bantamvægt.
Hans bror James McKenzie vandt en sølvmedalje under OL 1924 i Paris.